# 기본법과 개별법
기본법과 개별법은 법의 적용범위에 대한 상위와 하위의 개념을 말한다.

## 예시
예를 들어보면 대한민국 지방자치법에서
제14조(주민투표) ① 지방자치단체의 장은 주민에게 과도한 부담을 주거나 중대한 영향을 미치는 지방자치단체의 주요 결정사항 등에 대하여 주민투표에 부칠 수 있다.
② 주민투표의 대상·발의자·발의요건, 그 밖에 투표절차 등에 관한 사항은 따로 법률로 정한다.(시행 2015.6.4.법률 제12738호)

여기서 지방자치법 제14조 제2항은 주민투표에 대한 법률을 개별로 정할 것을 명시하게 된다. 이것은 지방자치법을 상위로 하는 하위의 주민투표법 제정을 의미하게 되고, 또한 지방자치법을 기본법으로 하는 주민투표법의 개별법 규정의 근거가  되는 개별조항이 된다.
참고로 “적용범위”의 개념은 당해 법령중 전체 법령조항, 개별 장 절  또는 개별 조문이 적용되는 대상으로서 인적 대상, 물적 대상 또는 적용시기 등을 명백하게 하거나 당해 법령의 전부 또는 다수조항의 적용에서 제외되는 범위를 명백하게 할 필요가 있는 경우에 법령의 총칙, 장, 절, 또는 개별 조항에서 조문 또는 항의 형태로 규정하는 것을 말한다. 이와 유사하지만 그러나 다른 대칭개념으로는 일반법과 특별법이 있다.

## 같이 보기
- 일반법과 특별법